# 坦納·羅亞克
坦納·B·羅亞克（英語：Tanner B. Roark，/roʊˈɑːrk/ roh-ARK，1986年10月5日—），為前美國職棒大聯盟的投手，他生涯曾效力過國民、紅人、運動家與藍鳥等隊。

## 職業生涯

### 華盛頓國民

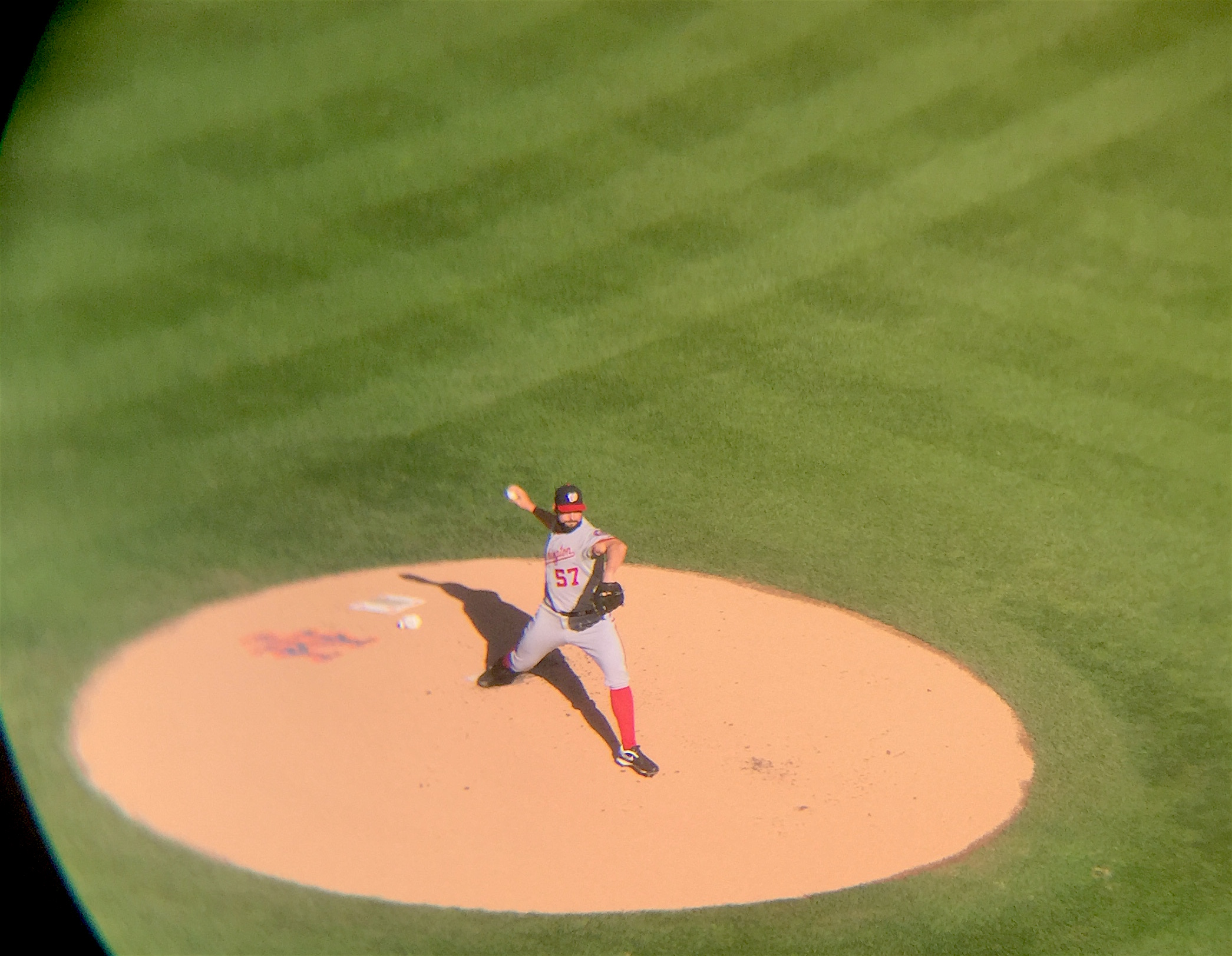
2015年的羅亞克

2013年8月7日，羅亞克登上大聯盟。他在1個月後完成他生涯首場先發，並拿下首勝。整年他拿下7勝1敗，防禦率1.08。
2014年4月26日，羅亞克拿下生涯首場完投完封勝。整年他拿下15勝10敗，防禦率2.85。隔年他拿下4勝7敗，防禦率4.38。

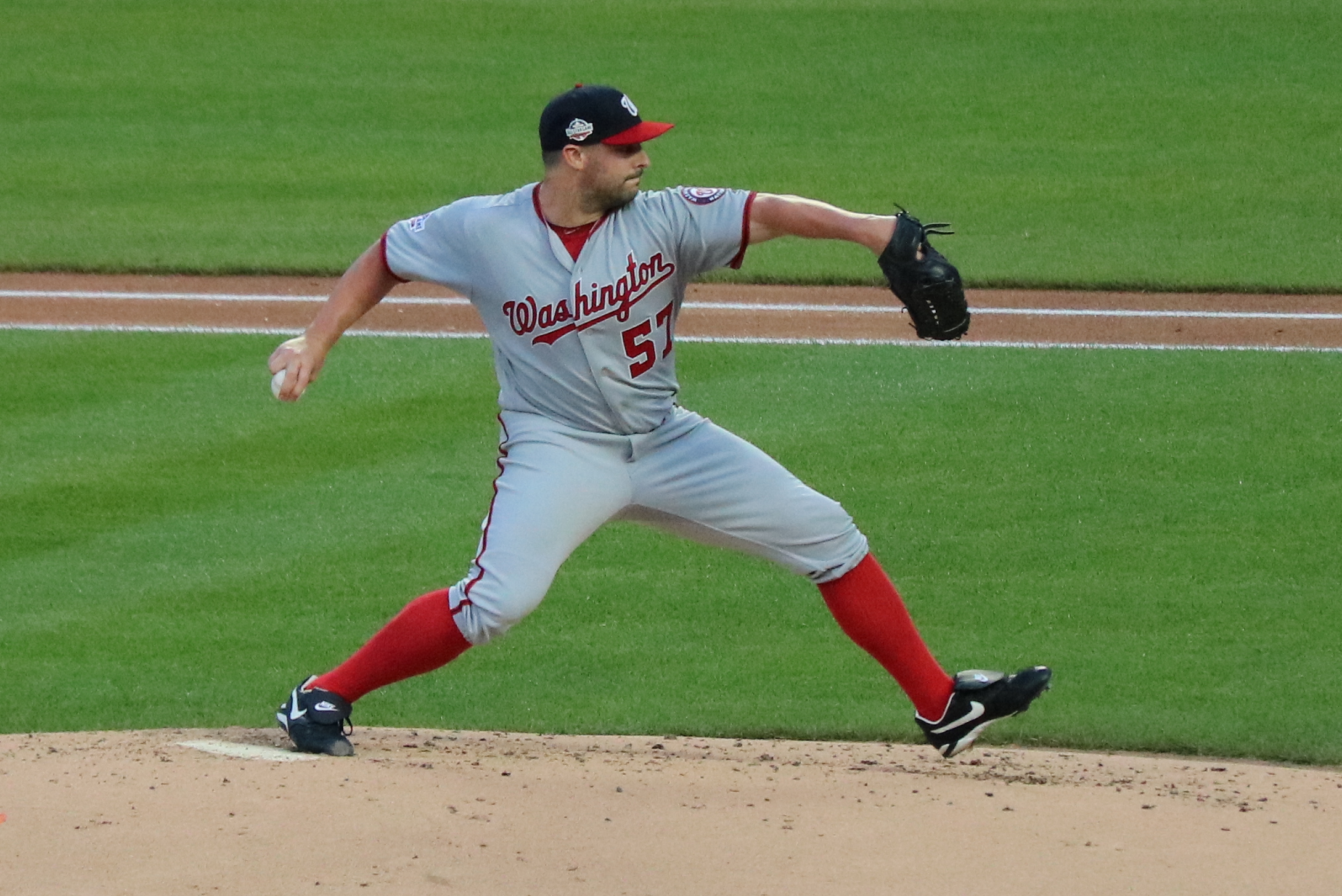
2018年的羅亞克

2016年，他拿下16勝，防禦率2.83，172次三振都是個人生涯新高。2017年，他拿下13勝11敗，防禦率4.67。隔年他拿下9勝15敗，防禦率4.34。

### 辛辛那提紅人
2018年12月12日，國民用羅亞克向紅人交易Tanner Rainey。2019年1月11日，紅人與羅亞克達成1年1,000萬美元的協議。
2019年上半季，羅亞克在紅人拿下6勝7敗，防禦率4.24。

### 奧克蘭運動家
2019年7月31日，紅人用羅亞克向運動家交易來Jameson Hannah。而他在這年被敲出平飛安打的機率高達17.1%，為全大聯盟投手最高。

### 多倫多藍鳥
2019年12月18日，他和藍鳥隊簽下2年2,400萬美元的合約。2020年他出賽11場比賽，拿下2勝3敗，防禦率6.80。
2021年，羅亞克在前三場先發的防禦率高達6.43，因此他在4月30日被球隊放進指定讓渡名單內，並於5月3日遭到釋出。

### 亞特蘭大勇士
2021年5月10日，他和勇士隊簽下小聯盟合約。6月24日，他入選球隊26人名單內。不過他在勇士隊沒有登上大聯盟，他在3A留下2.14的防禦率之後，於9月5日成為自由球員。

## 國際賽
2017年，因為麥斯·薛澤受傷，因此羅亞克遞補代表美國隊參加世界棒球經典賽。受到球團規定，他最多在一場比賽只能投50球。他在四強賽先發對決日本隊，他主投4局無失分，最後美國隊2比1贏球，隊史首度闖進經典賽冠軍賽。美國隊總教練Jim Leyland也公開讚賞羅亞克在大賽面前的強心臟與好表現。

## 個人生活
羅亞克目前已婚，育有2女1子。

## 外部連結
- 球員資訊和成績在MLB，ESPN，Baseball-Reference，Fangraphs（英文）
- 坦納·羅亞克在台灣棒球維基館上的頁面（繁體中文）